# Estadio La Rosaleda
Estadio La Rosaleda är en fotbollsarena i den spanska staden Málaga, som ligger i Andalusien, där det spanska (ej längre existerande) laget CD Málaga, ursprungligen spelade sina hemmamatcher. Senare övertogs arenan av Málaga CF, som idag spelar i Segunda División. Arenan är Málaga CF:s officiella hemmaarena. Arenan är 105 meter lång och 68 meter bred, och har plats för 28 963 åskådare, varav alla är sittplatser. Arenan designades av Enrique Atenciaoch Fernando Guerrero Strachan, med renovering av arkitekten José Seguí.
Arenan invigdes år 1941, på samma plats som det tidigare stadiet Baños del Carmen, och invigningsmatchen spelades den 14 september mot bortalaget Sevilla FC. Tidigare spelades en officiell match mellan de spanska lagen CD Málaga (hemmalag) och Agrupación Deportiva Ferroviaria (bortalag från Madrid) den 13 april. Arenan renoverades år 1982 på Spaniens bekostnad inför fotbolls-VM 1982 i Spanien. Senare genomgick arenan också en större renovering mellan åren 2001 och 2006.

## Fotbolls-VM 1982
Arenan användes under fotbolls-VM 1982, då tre matcher spelades där. Samtliga av dessa matcher var gruppelimineringar:
|  | 15 juni | Skottland | 5 – 2 | Nya Zeeland |  |  |
|  |         |           |       |             |  |  |
|  |         |           |       |             |  |  |
|  |         |           |       |             |  |  |

|  | 19 juni | Sovjetunionen | 3 – 0 | Nya Zeeland |  |  |
|  |         |               |       |             |  |  |
|  |         |               |       |             |  |  |
|  |         |               |       |             |  |  |

|  | 22 juni | Skottland | 2 – 2 | Sovjetunionen |  |  |
|  |         |           |       |               |  |  |
|  |         |           |       |               |  |  |
|  |         |           |       |               |  |  |